# Automolis nigriceps
Automolis nigriceps är en fjärilsart som beskrevs av Aurivillius 1904. Automolis nigriceps ingår i släktet Automolis och familjen björnspinnare. Inga underarter finns listade i Catalogue of Life.